# Stauntonia filamentosa
Stauntonia filamentosa är en narrbuskeväxtart som beskrevs av William Griffiths. Stauntonia filamentosa ingår i släktet Stauntonia och familjen narrbuskeväxter. Inga underarter finns listade i Catalogue of Life.